# Първа инвестиционна банка
„Първа инвестиционна банка“ АД, използваща и търговската марка Fibank, е българска търговска банка със седалище в София. С размер на активите от 13,2 милиарда лева към септември 2023 година тя е петата по големина банка в страната след Обединена българска банка, Банка ДСК, Уникредит Булбанк и Пощенска банка и най-малката от петте банки с голямо значение за финансовата система.
Банката е основана на 8 октомври 1993 година от младите финансисти Цеко Минев и Ивайло Мутафчиев, които към 2023 година продължават да я контролират с по 27,33% от акциите. Друг голям акционер е държавната Българска банка за развитие (18,35%), а около 11% от акциите се търгуват свободно на Българската фондова борса (код FIB).

## Дейност
Първа инвестиционна банка (ПИБ) извършва банкова дейност на територията на България, както и сделки в чужбина. ПИБ е лицензиран първичен дилър на държавни ценни книжа и инвестиционен посредник.

### Продукти и услуги
Клиентите на Първа инвестиционна банка попадат в следните групи: частни лица; микро, малък и среден бизнес; корпоративен бизнес и институции.
Продуктите и услугите, насочени към частните лица, включват:
- Банкови карти (дебитни и кредитни);
- Кредити;
- Депозити и влогове;
- Банкови сметки;
- Инвестиции;
- Парични преводи;
- Дистанционно банкиране.

Продуктите и услугите за микро, малкия, средния бизнес, корпоративните клиенти и институциите включват:
- Кредитиране и финансиране;
- Бизнес дебитни и кредитни карти;
- Депозити;
- Инвестиции;
- Банкови сметки, разплащания и преводи;
- Документарни операции;
- ПОС терминали;
- Дистанционно банкиране.

### Пазарни позиции
Първа инвестиционна банка е сред водещите кредитни институции в България и на Балканите. Като клиентски ориентирана организация тя предлага иновативни и конкурентни финансови продукти и услуги на физически и юридически лица.
Към 2009 г. банката е сред водещите банки в страната, издаващи банкови карти и обслужващи плащания с тях, както и в международните разплащания и търговското финансиране.
В България банката заема:
- Шесто място по активи;
- Шесто място по предоставени кредити;
- Шесто място по привлечени депозити;
- Седмо място по реализирана печалба;
- Осмо място по вложен собствен капитал.

### Клонова мрежа
Първа инвестиционна банка има клонове и офиси в 61 града и населени места в България. Банката има и дежурни клонове с удължено работно време.

## Дъщерни дружества
Първа инвестиционна банка участва в три дъщерни дружества:
- First Investment Finance B.V. (Холандия) е дружество със специална инвестиционна цел – осигуряване на допълнително финансиране на Банката чрез облигации и други финансови инструменти. Първа инвестиционна банка притежава основния капитал на дружеството (90000 евро).[6]
- Дайнърс клуб България АД: Първа инвестиционна банка е мажоритарен собственик в дружеството, чийто предмет на дейност е издаване и обслужване на кредитни карти Diners Club. ПИБ притежава 87,93% от капитала на Дайнърс клуб България АД.[7]
- First Investment Bank – Албания: дружеството е създадено през април 2006 г. и обслужва финансовия пазар в Албания. През 2007 г. то получава пълен банков лиценз от Централната банка на Албания.

## Организации, в които членува ПИБ
- Асоциация на банките в България;
- Българска фондова борса – София АД;
- Централен депозитар АД;
- БОРИКА;
- Банксервиз АД;
- Система за брутен сетълмент в реално време (Real-time Interbank Gross-settlement System, RINGS)
- MasterCard International;
- VISA International;
- S.W.I.F.T.;
- Агент на MoneyGram, Expres-M, Easypay.

## Награди и отличия
Първа инвестиционна банка е четирикратен носител на приза „Банка на клиента“ на форума „Банка на годината“, организиран от в-к „Пари“.
През годините на съществуването си Първа инвестиционна банка е получавала награди и отличия от различни организации. Сред по-значимите призове, които банката е получавала, е престижната награда за Банка на годината на асоциация „Банка на годината“. Това се е случвало два пъти – през 2001 г. и през 2011 г. Първа инвестиционна банка е носител на наградата „Най-добра банка в България“ за 2011 г. от изданието Euromoney.